# ネラホゼヴェス城駅
ネラホゼヴェス城駅（ネラホゼヴェスじょうえき）は、チェコ共和国中央ボヘミア州ムニェルニーク郡ネラホゼヴェス村にある、チェコ鉄道090号線の駅である。

## 駅構造

### ホーム
2面2線の地上駅。相対式ホームで駅舎は線路の西に位置する。上下ホーム間に連絡通路はなく、一般道路を利用して行き来することになる。
| のりば | 路線    | 方向   | 行先                                 | 備考 |
| ------ | ------- | ------ | ------------------------------------ | ---- |
| 駅舎側 | 090号線 | 南方向 | プラハ方面                           | 普通 |
| 反対側 | 090号線 | 北方向 | ウースチー、ヂェチーン、ルジェツ方面 | 普通 |

### ダイヤ
プラハ・マサリク駅 - ウースチー間（休日は半数がネラホゼヴェス止め）の普通列車が上下とも毎時1本停車する。

## 駅周辺
作曲家アントニーン・ドヴォルザークの生家が駅前にある。
- ドヴォルザーク生家
- 聖オンドルジェイ教会
- ネラホゼヴェス城

## 隣の駅
チェコ国鉄
090号線
普通
ネラホゼヴェス駅 - ネラホゼヴェス城駅 - クラルピ・ナド・ヴルタヴォウ駅